# 아나미 고레치카

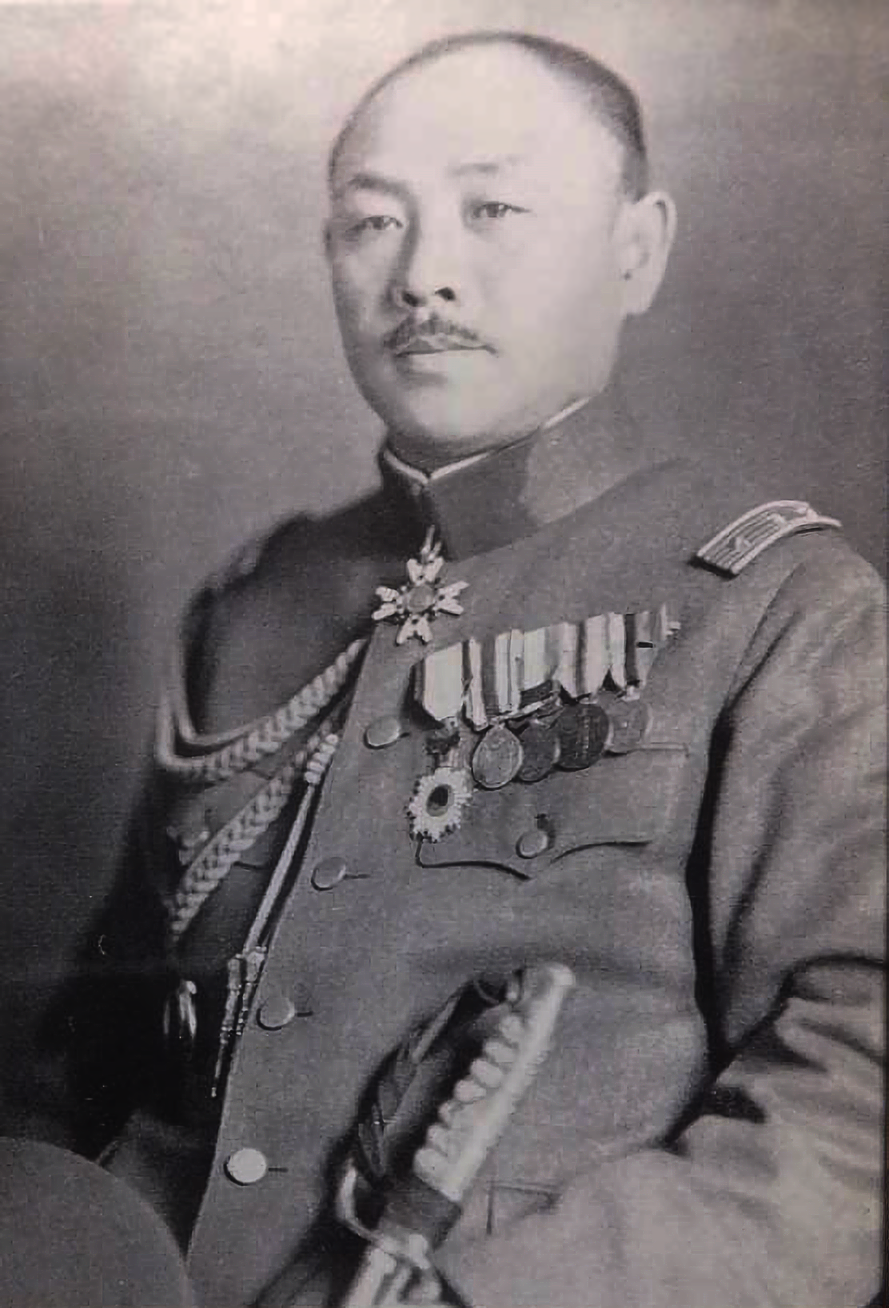
아나미 고레치카

아나미 고레치카(일본어: 阿南 惟幾, 1887년 2월 21일- 1945년 8월 15일)는 일본 제국의 육군 군인이다. 제2차 세계대전에는 육군대신을 지냈다.

## 경력
오이타현 다케타시 다마라이 출신으로 육군사관학교 (18기, 1905년) 와 육군 장교의 출세 코스인 육군대학(1918년)을 졸업하였다. 이후 야전에 종사하다가, 1925년 주재무관으로 프랑스에 파견되었고, 이후에도 여러 야전과 행정직을 거쳤다. 1929년에는 궁정에 근무했는데, 이때 훗날 수상이 되는 스즈키 간타로 시종장 밑에서 시종무관을 지냈다.
1935년에는 소장으로 진급하였고, 이후 1938년 잠시 사단장으로 중일전쟁에 참전하지만 1939년 다시 일본으로 돌아와 육군성에서 근무하였다. 1941년에는 다시 중국에 파견되어 제11군을 지휘했고, 후에 만주의 제2방면군 사령관으로 취임하였다. 1943년 대장으로 승진하고 1944년 일본으로 돌아와 육군 항공총감에 취임했다. 1945년 4월 스즈키 간타로 내각이 출범하자 육군대신으로 입각하였다.

## 각료로서
1945년 스즈키 간타로 수상은 포츠담 선언의 수용이 불가피함을 역설했지만, 아나미는 군부를 대변하여 무조건 항복에 극렬히 반대하였다. 원폭 투하와 소련의 대일참전 이후에도, 그는 유리한 항복조건을 이끌어내기 위한 본토결전을 주장하였다.
그러나 히로히토 천황이 무조건 항복에 동의하자, 그는 어쩔수 없이 이에 순응하였고, 군부에도 이에 따를 것을 명령했다. 8월 14일 천황의 서명이 담긴 항복문서에 그는 다른 각료들과 함께 서명하였고, 8월 15일 새벽에 "나는 천황폐하께 죽음으로써 사죄한다"는 유언장을 쓰고 할복자살하였다. 그가 자살할 때 입었던 제복과 유언장은 야스쿠니 신사에 전시중이다.
| 전임 스기야마 하지메 | 일본 육군대신 1945년 4월 - 1945년 8월 | 후임 히가시쿠니 나루히코 |